# Pessoas pequenas (mitologia)

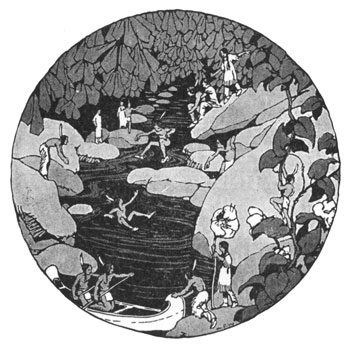
"Pessoas pequenas", de histórias que os iroqueses contam a seus filhos, de Mabel Powers, 1917

Pessoas pequenas fizeram parte do folclore de muitas culturas na história da humanidade, incluindo a Irlanda, a Grécia, as Filipinas, Havaí, a Nova Zelândia, a ilha das Flores, a Indonésia e entre os nativos americanos.

## Folclore nativo americano
Os povos nativos da América do Norte contam lendas sobre uma raça de "pessoas pequenas" que viviam nas florestas perto de colinas arenosas e às vezes perto de rochas localizadas próximas da água,  como os Grandes Lagos. São descritos como "anões de rosto peludo" nas histórias, as ilustrações petróglifos os mostram com chifres na cabeça e viajando em um grupo de 5 a 7 por canoa. 

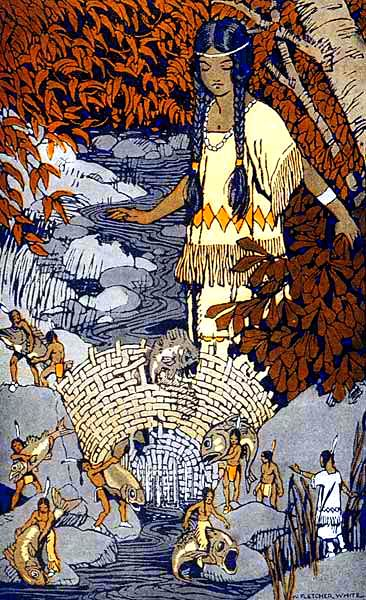
"Como a estrela da manhã perdeu seu peixe", de histórias que os iroqueses contam a seus filhos, de Mabel Powers, 1917

As lendas nativas costumam falar desses pequenos  pregando peças nas pessoas, como cantar e depois se esconder quando uma pessoa curiosa procura a música. Os pequenos amam as crianças e as tirariam de pais maus ou abusivos ou se a criança ficasse sem pais e fosse deixada na floresta para se defenderem sozinhas. 
Outras lendas referem que os pequenos, se vistos por um humano adulto, implorariam para que não contassem nada sobre sua existência e recompensariam aqueles que mantivessem sua palavra, ajudando as pessoas e suas famílias em momentos de necessidade. De tribo para tribo dos povos nativos na América do Norte, há variações de como eram os hábitos e manias das pessoas pequenas, e se eram bons ou maus.  
Uma das crenças comuns é que os pequenos gostam de fazer travessuras. Alguns acreditavam que eles seriam tipos de divindades.  Uma tribo nativa norte-americana acreditava que viviam em cavernas próximas e nunca se entrava nessas cavernas por medo de incomodar os pequenos. 
Lendas de restos físicos de pessoas minúsculas encontradas em vários locais no oeste dos Estados Unidos, particularmente nos Estados de Montana e Wyoming, descrevem os restos mortais como sendo encontrados em cavernas com vários detalhes, como descrições de que eram "perfeitamente formados", do tamanho de um anão, etc. Muitas vezes, como um esforço para "aumentar a credibilidade", o arqueólogo Lawrence L. Loendorf observa que alguns contos afirmam que "os restos mortais, é claro, são sempre enviados para uma universidade local ou para o Smithsonian para análise, apenas para tê-los e os resultados da pesquisa desaparecem."  Loendorf também sugere que a descoberta de duas múmias de bebês anencéfalos na primeira metade do século XX com deformidades que levaram a crença de que seriam adultos "contribuiu para a crença pública na existência de um grupo de minúsculos povos pré-históricos". 
Lewis e Clark relataram em seus diários que os nativos americanos nas proximidades de Spirit Mound (Pradaria histórica de Spirit Mound), Dakota do Sul, acreditavam nas pessoas pequenas habitavam o monte local.  Os nativos americanos locais não puderam ser persuadidos a se aproximar do monte, pois temiam esses pequenos "Devas"  (divindades) e os consideravam perigosos.  Embora os membros do grupo de Lewis e Clark tenham visitado o monte, eles não encontraram nenhum ser incomum.
Acreditava-se que um cemitério descoberto na década de 1830 no condado de Coshocton, Ohio, continha esqueletos de uma raça de pigmeus . Na verdade, as sepulturas que tinham cerca de 91 cm de comprimento eram "sepulturas de ossos" contendo ossos desarticulados ou tortos e compactados. 

### Nomenclatura dos povos pequenos entre povos nativos americanos
- Alux - Maya
- Canotila - Lakota [8]
- Chaneque – Asteca
- Geow-lud-mo-sis-eg - Maliseet [9]
- Jogah - Iroquois [10]
- Mannegishi - Cree
- Memegwesi/Memegawensi/Memengweshii/Pa'iins - Anishinaabe [11]
- Nimerigar - Shoshone
- Nirumbee [12] ou Awwakkulé [13] - Corvo
- Eu yaaknasha' ou Hattak S a wa' - Chickasaw
- Bohpuli ou Ko wi An u kʋsha - Choctaw [14]
- Pukwudgie - Wampanoag
- Yehasuri - Catawba
- Yunwi Tsunsdi - Cherokee

Diz-se que os pequenos, residente na américa, viviam as montanhas Pryor, em Montana e Wyoming. Os "Pryores" são famosos por seus “ anéis de fadas ” e acontecimentos estranhos. Alguns membros da tribo Crow consideram os pequenos como ancestrais sagrados e exigem deixar uma oferenda para eles ao entrarem na área. 

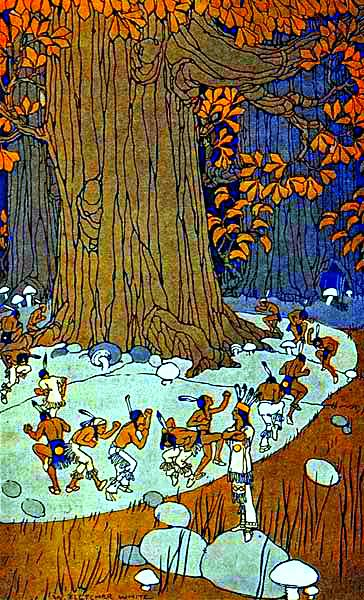
Pessoas pequenas de histórias que os iroqueses contam a seus filhos, de Mabel Powers, 1917

#### Memegwaans
Os mitos ojíbuas também fazem menção à criaturas conhecidas como Memegwaans, ou Memegwaanswag (Plural). Segundo Basil H. Johnston, um Memegwaans é uma pessoa pequena sem forma definitiva e que tem grnade pavor de humanos adultos. Parece gostar de  crianças e muitas vezes se aproxima, disfarçado de criança, de qualquer jovem que pareça chateado, ferido, assustado ou solitário e os protege ou faz companhia até que chegue ajuda. Se um adulto vir um, muitas vezes se ele se encolherá no chão, gritando e chorando histericamente antes de desaparecer em um piscar de olhos. Também são conhecidos como protetores das minas de cobre e recebiam orações quase como santos padroeiros das crianças perdidas.  